# 聖佩德羅 (布宜諾斯艾利斯省)

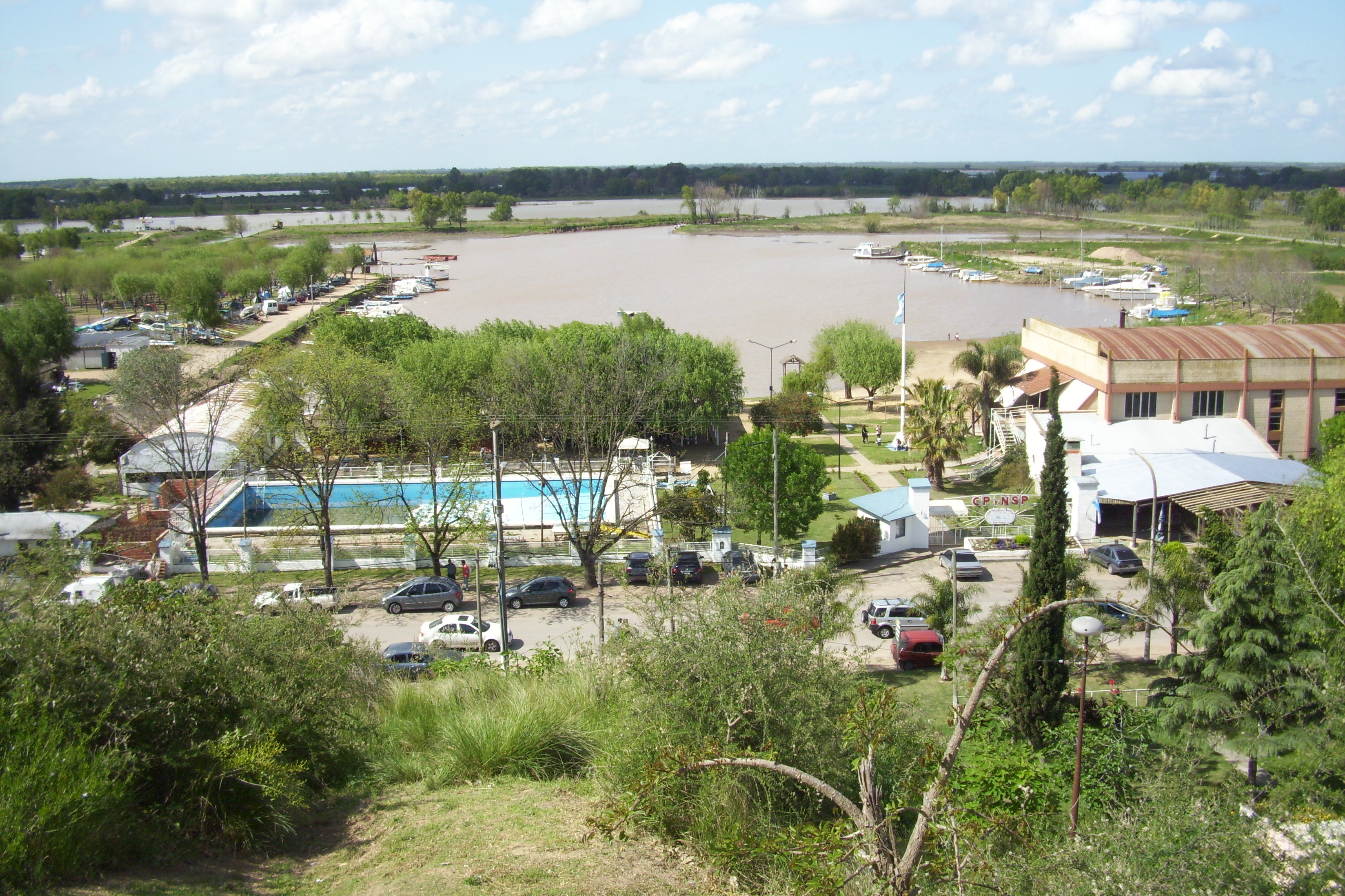
聖佩德羅

聖佩德羅是阿根廷的城鎮，位於該國東北部，由布宜諾斯艾利斯省負責管轄，距離首府布宜諾斯艾利斯164公里，始建於1748年，海拔高度31米，2001年人口42,151。